# Bulbophyllum myrtillus
Bulbophyllum myrtillus là một loài phong lan thuộc chi Bulbophyllum.